# Жанкент (Кызылординская область)
Жанкент (каз. Жанкент, до 2018 г. — Уркендеу) — село в Казалинском районе Кызылординской области Казахстана. Административный центр и единственный населённый пункт Уркендеуского сельского округа. Код КАТО — 434451100.

## Население
В 1999 году население села составляло 1580 человек (836 мужчин и 744 женщины). По данным переписи 2009 года, в селе проживало 1405 человек (737 мужчин и 668 женщин).